# Maria Comnena (filla de Manuel I)
Maria Comnena (grec: Μαρία Κομνηνή η Πορφυρογέννητη)  (Constantinoble, març 1152 (Gregorià) - Constantinoble, juliol 1182 (Gregorià)) va ser una aristòcrata romana d'Orient, reina d'Hongria i Tessalònica, filla de l'emperador romà d'Orient Manuel I Comnè i Berta de Sulzbach. El 1163 va ser promesa pel seu pare al futur rei Béla III d'Hongria, que esperava ser el seu hereu al tron. No obstant això, l'enllaç va trencar-se en néixer el primer fill varó de Manuel, el futur Aleix II Comnè.

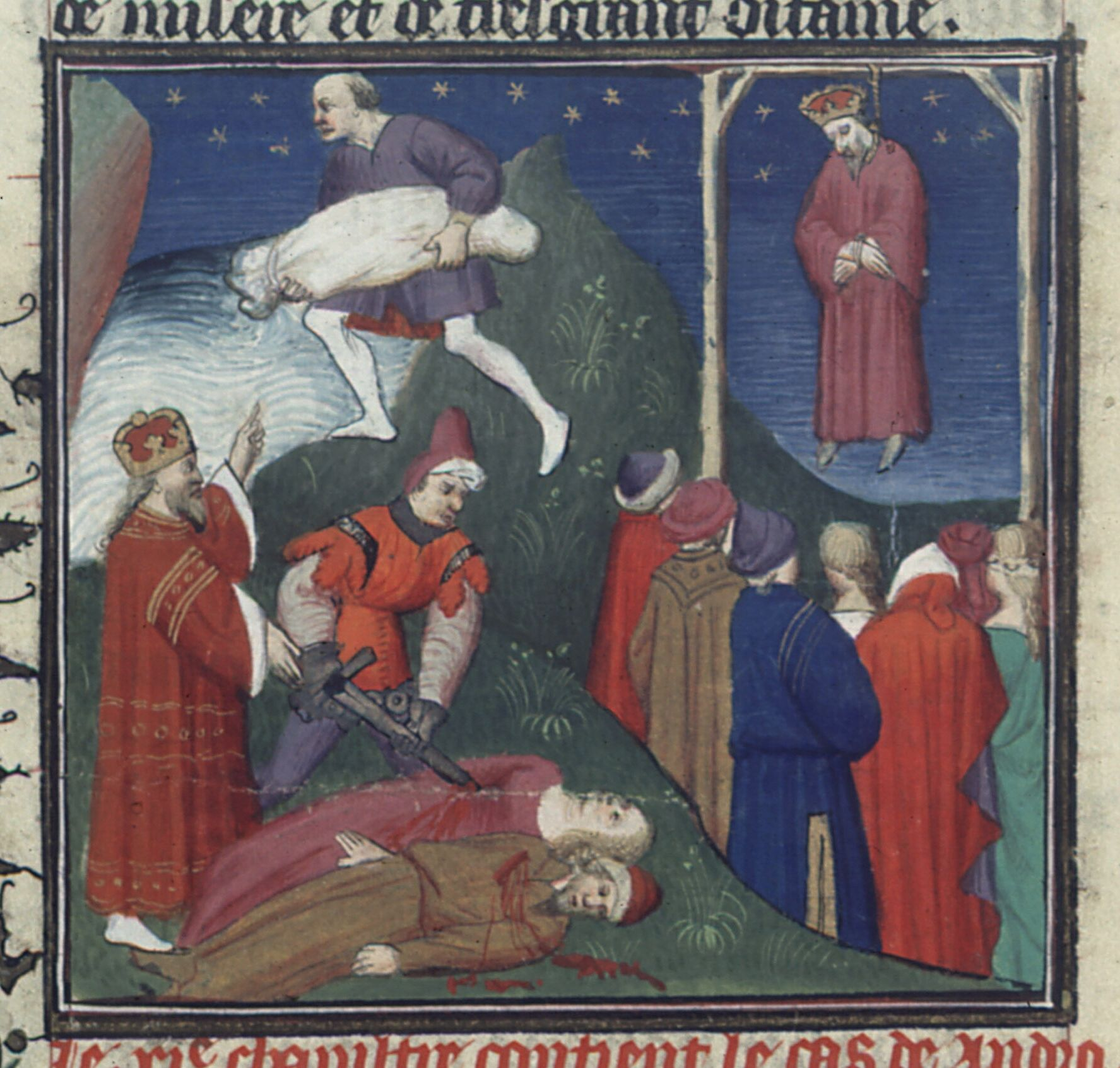
Pintura del que il·lustra l'arribada al poder d'Andrònic I Comnè: Renyer i la seva esposa Maria Comnena, morts al terra, el jove Aleix II llançat a la mar i el protosebast penjat.

Maria va estar posteriorment promesa amb Guillem II de Sicília, tot i que el seu pare també va cancel·lar l'enllaç. Finalment va casar-se amb Renyer de Montferrat, fill de Guillem V de Montferrat, que va rebre el títol de Cèsar i el regne de Tessalònica. Després de la mort del seu pare, Maria i el seu marit van veure's implicats en intrigues contra la seva madrastra Maria d'Antioquia, regent d'Aleix II Comnè, motiu pel qual van ser assassinats poc després de l'ascens d'Andrònic I Comnè.
El seu sobrenom «Porfirogènita», es refereix al fet que va néixer «en la porpra», és a dir en el Palau de Constantinoble, mentre el seu pare era emperador.